# Cogliate
Cogliate är en ort och kommun i provinsen Monza e Brianza i regionen Lombardiet i Italien. Kommunen hade 8 530 invånare (2018).